# Zapotèque de Loxicha
Ne doit pas être confondu avec Zapotèque de San Baltazar Loxicha.
Le zapotèque de Loxicha (ou diste, zapotèque de Pochutla de l'Ouest) est une variété de la langue zapotèque parlée dans l'État de Oaxaca, au Mexique.

## Localisation géographique
Le zapotèque de Loxicha est parlé dans les villes de San Andrés Paxtlán (en), San Miguel Suchixtepec (en), San Pedro el Alto (en), San Agustín Loxicha (en), San Bartolomé Loxicha (en), Candelaria Loxicha, San Pedro Pochutla, Santa María Colotepec (en), San Francisco Cozoaltepec, Santo Domingo de Morelos (en) et Santa María Tonameca (en), entre les villes de Miahuatlán de Porfirio Díaz, San Pedro Pochutla et Puerto Escondido, au sud de l'État de Oaxaca, au Mexique,.

## Dialectes
Il existe les dialectes de San Miguel Suchixtepec, San Agustín Loxicha, San Andrés Paxtlán et San Bartolomé Loxicha. La variété du zapotèque de San Baltazar Loxicha est distincte.

## Utilisation
En 2000, le zapotèque de Loxicha est parlé par environ 75 000 personnes et 22 500 monolingues ont été recensés en 2005, les autres parlant aussi notamment l'espagnol, surtout les habitants des centres urbains.